# Agésilas (Corneille)
Pour les articles homonymes, voir Agésilas.
Agésilas est une pièce de théâtre de Pierre Corneille, créée au théâtre de l’Hôtel de Bourgogne le 28 février 1666. Le sujet est inspiré de la vie du chef militaire spartiate Agésilas II (398 à 360 av. J.-C.).

## Personnages
- Agésilas, roi de Sparte
- Lysandre, fameux capitaine de Sparte
- Cotys, roi de Paphlagonie
- Spitridate, grand seigneur persan
- Mandane, sœur de Spitridate
- Elpinice, fille de Lysandre
- Aglatide, fille de Lysandre
- Xénoclès, lieutenant d’Agésilas
- Cléon, orateur grec, natif d’Halicarnasse.

## Argument
L’histoire se déroule à Éphèse.
Lysandre a promis ses filles Elpinice et Aglatide respectivement à Cotys et Spithridatès, mais pour que le mariage se fasse il doit obtenir l’accord d’Agésilas.
Cotys et Spithridatès s’aperçoivent rapidement que ces mariages ne leur conviennent pas. En effet, Spithridatès est tombé amoureux d’Elpinice qui l’aime aussi, et Cotys s’est pris d’amour pour Mandane, la sœur de Spithridatès, et son amour est partagé. Cotys accepte de laisser sa promise à Spithridaès si ce dernier lui donne sa sœur en échange, mais Spitridate craint de froisser Lysandre.
De son côté, Agésilas est amoureux de Mandane et apprend que Lysandre complote contre lui. Il décide donc d’interdire les unions des filles du navarque spartiate. Il ne peut se résoudre à épouser Mandane car Sparte ne l’accepterait pas, et ne tient pas non plus à lui faire épouser Cotys: il craint en effet qu’une union entre les familles de Cotys et de Spithridatès, puis entre celles de Spithridatès et Lysandre, ne lui crée que des ennemis.
Aglatide, quant à elle, sait que Spithridatès aime sa sœur et que Cotys ne veut pas de sa main. Elle préfère cacher ses sentiments et afficher une certaine insouciance, mais elle espère tout de même qu’Agésilas l’aime. En effet, quelques années auparavant il lui avait offert son amour et promis qu’il l’épouserait.
Agésilas décide finalement de confondre Lysandre et de lui montrer qu’il connait tout de ses plans. Ne pouvant se résoudre à amener l’opprobre sur l’homme qui l’a fait monter sur le trône, il le fait convoquer et lui parle en privé, accompagné uniquement de son lieutenant Xénoclès. Lysandre avoue ses crimes et se dit prêt à subir son châtiment, mais demande la clémence pour ses filles et leurs futurs époux qui ne sont au courant de rien.
Agésilas préfère sauver Lysandre et consentir aux mariages d’Elpinice avec Spithridatès, et de Mandane avec Cotys. Pour honorer la promesse faite des années auparavant et pour éviter que Lysandre ne reprenne un jour ses complots, il épouse Aglatide.

## Versification
Agésilas est, avec Psyché, la seule pièce de Corneille à utiliser des rimes croisées (de type ABAB) et embrassées (ABBA) tout au long de la pièce et à être écrite en vers libres (elle mêle indifféremment les octosyllabes et les alexandrins) :

« Ce n'est pas d'aujourd'hui que l'envie et la haine
Ont persécuté les héros.
Hercule en sert d'exemple, et l'histoire en est pleine,
Nous ne pouvons souffrir qu'ils meurent en repos. »

— Pierre Corneille, Agésilas, acte III, scène 1.

## Réception
Assez peu appréciée, cette pièce n’a jamais été reprise depuis sa sortie en 1666. Boileau en dit dans une critique :
« J’ai vu Agésilas,
Hélas ! »